# 西班牙LGBT權益
在西班牙，女同性戀者、男同性戀者、雙性戀者與跨性別者（LGBT）的歷史可追溯至古羅馬；隨著時代變遷，在歷經近數十年來的重大改革與變化後，西班牙已成為世界上同志族群自由程度最高的地區之一。
最早在羅馬時代，性行為是一種征服和控制的權力象徵；演變至近代，同性戀學說出現，認為性行為是一種性傾向，甚至是生活型態。性的發展過程中受到許多因素影響，其中一項最主要的因子便是基督教信仰的影響力；它認為性行為的唯一目的是生殖，凡是不為生殖而進行的性行為都是不自然、有罪的，違背上帝的旨意。這個觀念反應在神權時代的立法上，如雞姦被判定為叛國罪，是處以火刑的死罪。直到啟蒙時代，個人自由漸獲重視，方見轉捩；1822年，雞姦行為始自西班牙刑法中除罪、合法化。西班牙社會漸漸突破困境、成功推動接納同性戀的思維之際，卻被接踵而至的西班牙內戰及弗朗西斯科·佛朗哥的獨裁統治硬生生打斷，對同性戀者的壓迫再次興起。獨裁政權落幕後，權利運動又重新運行，但仍遭逢同性戀恐懼症等阻力。
現今，西班牙是世界上具有合法同性婚姻的十個國家之一，也已立法保障同性伴侶合法收養的權利，並積極制定了許多相關法律。西班牙的同志文化亦十分多元，如揚名國際的電影導演佩德羅·阿莫多瓦，以及2007年在馬德里舉行的歐洲同志驕傲遊行（Europride）。同志的可見度已經提升至以往難以想像的各階層，包括軍隊、憲警隊、法官和神父，儘管在足球等其他領域，同志平權之路仍然漫長。

## 羅馬時代

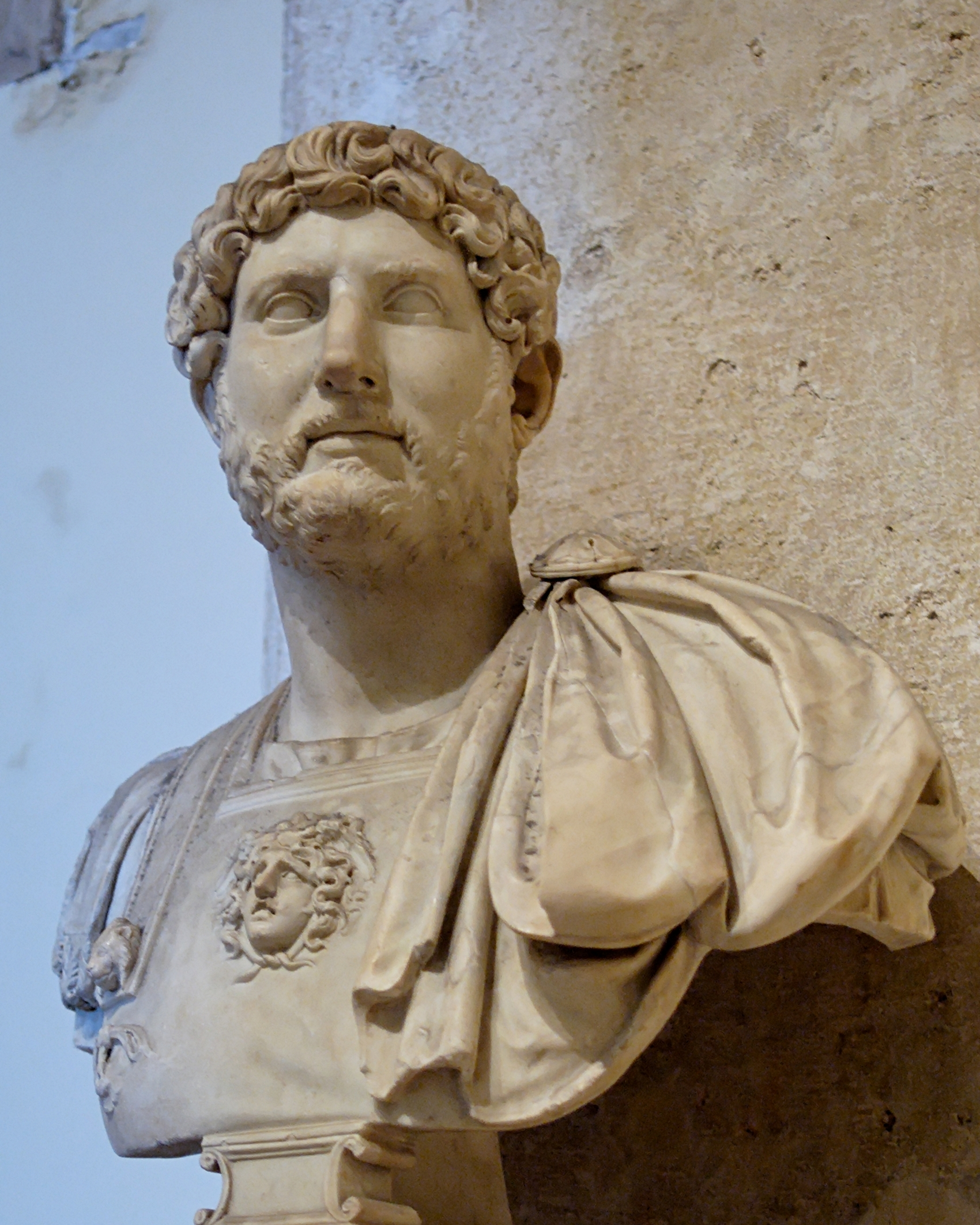
伊斯帕尼亞羅馬皇帝哈德良的半身像，存於卡比托利歐山的保守宮。哈德良是安提諾烏斯的戀人。

羅馬帝國統治時期，西班牙接受了各層面的羅馬文化，也受到羅馬性觀念的影響。羅馬人對性行為的思想開放，男性間的性愛關係是一種公認的社會文化。在羅馬人的觀念裡，性愛關係中個人的所占地位比對象更為重要。因此，羅馬公民可以隨時進入非公民男性、下層平民男性、男奴、男孩、閹人或男妓來滿足自己的性慾，與對象為年輕女奴、妾侍和妓女時的情形並無差異，但上層階級絕對不會允許他人進入自己，無論對方的年齡或階層高低與否。在男性性行為中，他必須扮演主導的角色。羅馬社會對同性戀存在一種嚴格的分別，即：主動方（和男女兩性性交）與被動方（被視為具奴性、類似女性的一方）。事實上，這個道德準則是為違對尤利烏斯·凱撒而設；凱撒由於據傳在與比提尼亞國王的性行為中處於被動地位，而被羅馬社會大肆議論。然而，許多上層階級的人民並無視於扮演被動角色的負面評論，其中著名的例子包括羅馬皇帝尼祿和埃拉伽巴路斯。
古羅馬的同性戀文化亦十分豐富，包括文學、藝術與詩歌等形式。古羅馬詩人馬庫斯·瓦勒里烏斯·馬提亞利斯（馬提雅爾）創作的諷刺短詩和詩歌，便以虛構第一人稱筆法描繪透過肛門和陰道的性交，以及接受來自男女兩性的口交。
哈德良是羅馬帝國最著名的同性戀皇帝。他出生於伊斯帕尼亞，西元117年至138年間在位，戀人是美少年安提諾烏斯。安提諾烏斯意外在尼羅河落水而死後，哈德良將他神化，並在埃及以安提諾烏斯為名建立了安提諾波利斯市以作紀念。

### 基督教的到來
四世紀時，泰法利人是居住在喀爾巴阡山脈和黑海之間的蠻族部落，由於維持希臘式男同性性行為傳統，受到古羅馬晚期史學家阿米阿努斯·馬爾切利努斯嚴厲譴責。當時，隨著基督教的盛行，羅馬的道德與性文化產生了劇變。西元342年，基督教皇帝君士坦丁二世和君士坦提烏斯二世頒布了首部禁止同性婚姻的法律，立法嚴懲同性戀中的被動方，刑罰可能為割刑。到了西元390年狄奧多西一世統治時，更進一步明令對妓院中所有同性戀被動方公然處以火刑。西元438年，對象再擴及至所有同性戀被動方；西元533年查士丁尼一世甚至認定同性戀者是饑荒、地震和瘟疫的罪魁禍首，變本加厲下令禁止同性性行為，違者處以割刑和火刑。
對於羅馬文化的如此轉變，查士丁尼時代的史學家普羅科匹厄斯曾提出三項解釋。首先，他認為法律背後隱含著政治動機：它賦予查士丁尼藉此摧毀政敵、沒收其財產的權力，但事實上在禁止普通公民間的同性性行為方面卻窒礙難行。第二個，也可能是最重要的一個原因，是由於羅馬社會中基督教勢力的興起，即基督教教義相信性只能為生育目的。柯林·史賓瑟在他的著作《同性戀，歷史》中認為，這可能與羅馬社會經過黑熱病等傳染病摧殘後，自我保護意識提高了生殖壓力有關。這個現象也和後來斯多噶學派的興盛相結合。
直到西元313年前，基督教教義中並沒有同性戀的相關規定，但保羅早已表明它「違反本性」：
男人也是如此、棄了女人順性的用處、慾火攻心、彼此貪戀、男和男行可羞恥的事、就在自己身上受這妄為當得的報應。
 — 《羅馬書·第1章第27節》， 聖經和合本
最後，教父在違抗當代社會風氣（包括原始的教會）之下，針對同性戀及同性性行為定下了文意上的罪名。另一方面，同性戀也很快地被認定是異端邪說，不僅因它是教外人的傳統，據聖奧古斯丁所記載，某些諾斯底教派或摩尼教會進行同性戀儀式。

## 西哥德人

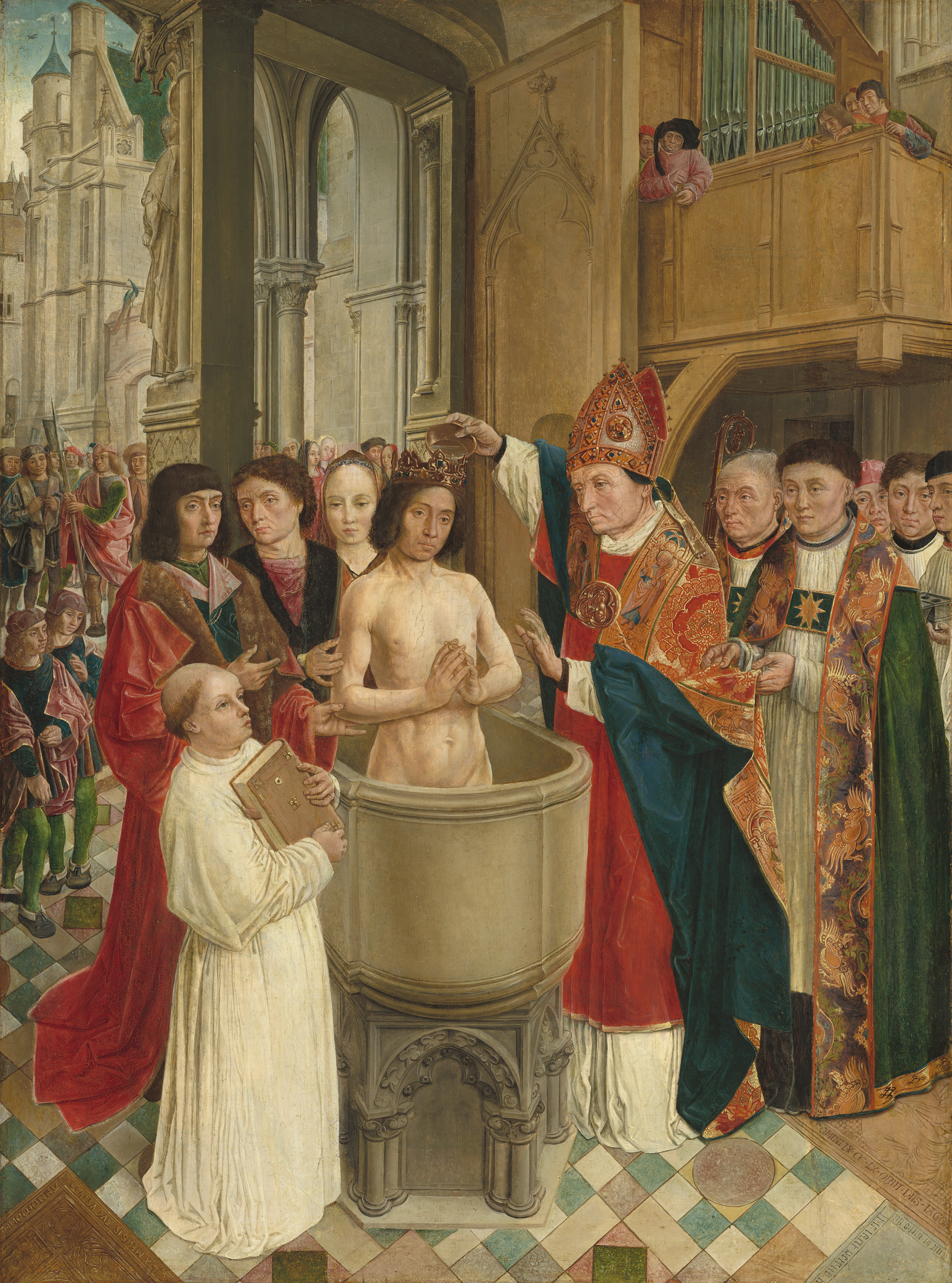
克洛維一世的受洗禮。

在日耳曼民族文化，同性戀被動方和婦女皆被視為「癡愚」、地位與奴隸相等，僅頌揚男人之間的戰士情誼。然而，據傳聞斯堪的納維亞民族的女牧師、異裝牧師以及索爾、奧丁等北歐阿薩神族神祇，會透過飲用精液獲得奧秘智力。
中世紀時，對同性戀的態度仍維持羅馬帝國時期原狀。當時亦有明確的同性戀實例，雖然他們不被當代接受，但也未受懲罰。例如，法蘭克王國國王克洛維一世在受洗日供認他和男性間的情愛關係；又如盎格魯撒克遜詩人阿爾琴，留下許多描繪同性愛的詩句和信函。然而，基督教道德觀正一點一滴的滲透，以其受高度約束的性觀念，以及繼承猶太認為性行為應只為生殖目的的信念為根據，逐漸編織出嚴密而複雜的教義規範，深深影響了當代法律。
歐洲最早將男同性戀定罪的法律全書之一是《西哥德法典》。法典中所收錄的西哥德法律，訂定違反所謂自然法的犯罪者（性悖軌法）將被驅逐和處以閹割。「閹割」一刑適用於所有「違反自然法」的「性罪」，包括男同性行為、肛交（無論異性或同性）、人和動物的性交。女同性戀的性愛只有在使用假陽具輔助時才被認定為「雞姦」。
七世紀，西哥德國王金達蘇伊斯（642年－653年）下令，同性行為一律判處割刑。訂法之殘酷嚴峻，在哥德法律是前所未聞的，僅有猶太割禮可以相比擬。在閹割後，罪犯會被轉交當地主教，接著遭驅逐流放。如果罪犯已婚，婚姻即被宣告無效，嫁妝交還女方，剩餘財產則分予其繼承人。
西元693年，國王厄吉卡命令主教重新審議同性戀議題；於是在同年的第十六屆托雷多會議，高級教士「燃動著對上帝的激情」，表示「許多男人」已經受到「雞姦之惡」的腐蝕。
這種罪惡與墮落的災難性習俗似乎影響了許多人。欲去除這項可恥的風俗，我們一致同意，（……）制裁所有犯下這項罪行的人，還有那些捲入這種違背自然、男人之間的愚蠢錯誤的人。如果其中有人為主教、神父或執事，他們將被定罪，受到永久驅逐；如果其罪行複雜、達無可容忍的程度，他們將遭受百下鞭刑以矯正行徑，隨後流放，終身不得返國。

## 穆斯林統治
安達魯斯文明除了穆拉比特和穆瓦希德王朝的統治時期之外，對於性皆十分寬容，和他們北鄰的基督教政權形成強烈對比。然而事實上，古蘭經中明文嚴禁同性戀，違者甚至必須處以死刑，但無論是伊比利半島或其餘伊斯蘭世界的當代穆斯林社會，都沒有遵循這項規定。根據一名馬立克派神學家（Ibn Abi Zayd）所創修的伊斯蘭律法綱要（Risala fi-l-Fiqh）記載，經彼此同意下而共臥的成年男子，得處以石刑之死罪。
偉大領袖如阿卜杜-拉赫曼三世、哈甘二世、希沙姆二世和穆塔米德都有少年情人。為確保後代的延續，哈甘二世甚至必須由假扮成男孩的女孩進行引誘。這種習俗在當時的貴族和上流社會也十分普遍。

## 中世紀基督教政權

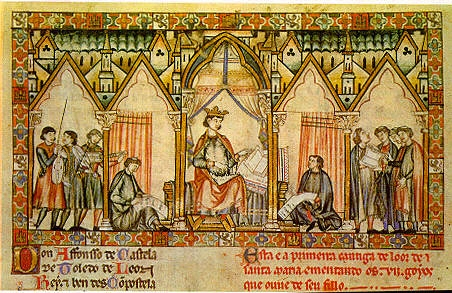
智者阿方索十世的宮廷娛樂。七部法典（Siete Partidas）縮略圖。

失地收復運動重新為西班牙社會引入基督教道德觀，但直到天主教君主統治之前，對同性戀仍保有相對的寬容程度，特別是在富裕階層。當12世紀的伊斯蘭神職人員批判基督教的雞姦風潮時，基督教文化以穆斯林使用基督教囚犯做為性奴為例證，反將南方的穆斯林視為軟弱和衰頹的政權。最有名的例子是殉道者聖佩拉約，他因抵抗阿卜杜-拉赫曼三世的求愛而被處死。

## 近代
十四世紀起，歐洲對同性戀者展開第一次大規模迫害和屠殺，大城市如威尼斯、佛羅倫斯、雷根斯堡、奧格斯堡及巴塞爾，無一倖免。政府透過匿名檢舉等手段，並行酷刑逼供，常使人凌遲致死。卡斯提爾直到1495年首度對雞姦行為執行死刑。
1497年，天主教君主頒布國事詔書，加強、進一步牢綁雞姦相關法令，嚴禁相對放縱的情愛關係。此時，同性戀相關罪行已提升至異端邪說、叛國罪的等級；官方鬆綁了證據條件，實行有系統的嚴刑逼供，即使對象是神職人員或貴族也無例外。

### 西班牙異端裁判
同性性行為在現代以前以「雞姦」為人所知。在西班牙，雞姦將處以閹割或石刑，屬死刑範疇。
在亞拉岡境內，自1524年教皇克勉七世頒布教皇訓令後，由宗教裁判所負責審理。在卡斯提爾，除非涉及異端，雞姦行為並不會受到審判。薩拉戈薩裁判所則以審罪嚴峻著稱：1571年至1579年間，超過100人因雞姦行為被告，其中至少36人遭處決；1570年至1630年間總計受理534件審案、執行102件死刑。然而，這還不包含世俗權威所動用的私刑。

## 現代

### 薩帕特羅政府

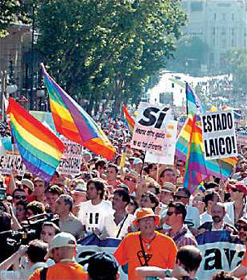
慶祝同志驕傲日和同性婚姻合法化的遊行

2004年西班牙普選，偏右翼的人民黨失利，由何塞·路易斯·羅德里格斯·薩帕特羅所領導的工人社會黨取得政權。薩帕特羅政府上任後隨即展開改革，其中包括承諾合法化西班牙的同性婚姻。
2005年7月2日，西班牙議會對同性婚姻合法化提案進行表決，眾議院以187票支持（以工人社會黨、巴斯克民族主義黨、加泰羅尼亞左翼共和黨、加那利聯盟、左翼黨等為主）、147票反對（以人民黨和加泰羅尼亞民主聯盟為主）、4票棄權通過法案。根據社會學研究中心的民調，西班牙有66%的人口支持通過該法律。人民黨隨後向憲法法庭提出上訴，現為決議中。在國會以外，同性婚姻的反對勢力主要來自於天主教會與其相關組織，如西班牙家庭論壇。同性婚姻的合法化同時代表其與異性婚姻相關權利的平等化，包括可合法共同領養及繼子女領養。

### 接納程度
現今，西班牙社會對同性戀和雙性戀具有很高的接受度，在大型和中型城市更是熱情。不過，在鄉村和部分社會層級，仍存在著一定程度的歧視。2006年12月的歐洲晴雨表調查顯示，66%的受訪西班牙人支持同性婚姻，而43%接受同性伴侶擁有收養子女的權利；歐盟的平均值則分別是44%和33%。

## 概要
| 項目                                                   | 合法性        |
| ------------------------------------------------------ | ------------- |
| 同性性行為合法性                                       | 自1979年      |
| 同意年齡一致                                           | 是            |
| 反歧視法保障受雇權                                     | 是            |
| 反歧視法適用於商品及服務法規                           | 是            |
| 反歧視法適用於所有其他領域（包括：間接歧視、仇恨言論） | 是            |
| 同性婚姻                                               | 自2005年      |
| 承認同性伴侶關係                                       | 是            |
| 同性伴侶之共同領養及繼子女領養皆為合法                 | 自2006年      |
| 同性戀者得合法公開在軍界服務                           | 是            |
| 性別重置權力                                           | 是            |
| 夫妻和個人平等享有體外人工受精及代孕之合法管道         | 自2006年      |
| 允許男男性接觸者（MSM）進行捐血                        | [ 28 ] [ 29 ] |

## 同志文化

### 文學
20世紀初，西班牙文壇對同志題材仍相當避諱，當時的作家如哈辛托·貝納文特等如非忽視同性戀議題，便是選擇以極為隱晦的筆法展現。同志文學主要出自外國作家筆下，例如智利奧古斯托·哈爾馬（Augusto d'Halmar）的《杜斯托神父的激情與死亡》，從正面角度描寫同志族群。
許多作家也選擇隱遁入詩歌中。此文學運動下的男女同性戀詩人對西班牙文學產生了極深遠的影響：他們深塾於奧斯卡·王爾德、安德烈·紀德（主要為他的著作《田園牧人》）和馬塞爾·普魯斯特等歐洲同志文學巨匠，名例包括費德里戈·加西亞·洛爾卡、艾米略·普拉多斯、路易斯·塞爾努達、阿萊克桑德雷·梅洛和曼努埃爾·艾托拉吉瑞。

### 電影

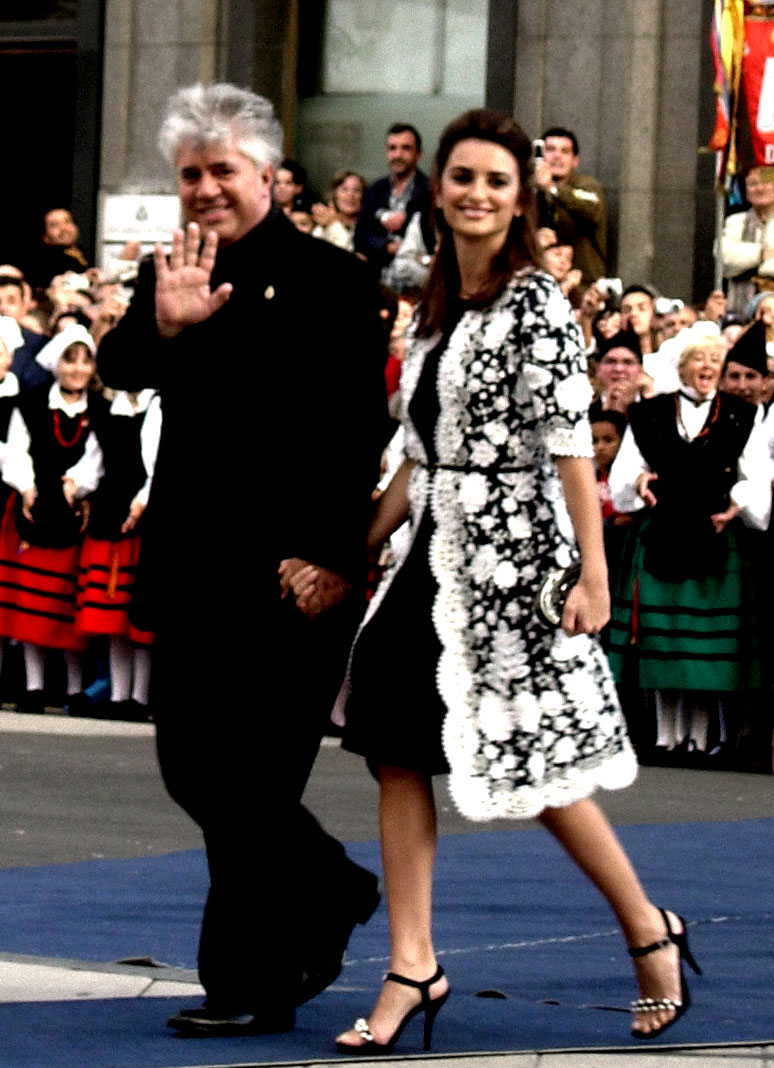
佩德羅·阿莫多瓦和他的愛將潘妮洛普·克魯茲

在佛朗哥的極權統治下，受到審查制度限制，西班牙的同志電影藝術發展極為艱難。首部呈現出廣義同性戀相關情節的電影是《Diferente》，由路易斯·馬利亞·德爾加多執導，手法十分抽象。直到1977年，電影中甚少有同志情節；即使有，也是將之視為嘲弄對象。
西班牙民主轉型期間，影壇終於出現了非醜化同性戀者的電影，如伊馬諾爾·烏里維的《米克爾之死》以及溫圖拉·龐斯的《奧甘亞，間歇的肖像》等。這段時期的電影中，創作者實驗性的捕捉各種男同性戀者的面貌：除了原來男同志陰柔的刻板印象外，跨性別、陽剛、英俊和異裝皇后皆走入鏡頭，西班牙電影的同志元素一時轉為多元璀璨。同性戀也擺脫龍套、被寫為劇情重點，塑造出同性情感的脆弱，並著墨於它的內在掙扎與不容見於社會。
1985年，以佩德羅·阿莫多瓦的《慾望法則》為首，開啟了以其他非同性戀的同志族群為主題的風潮。阿莫多瓦無疑是西班牙最知名的同志人士。他在劇情中自然織入同志元素的高超手法，使他的電影作品聞名中外、風靡全球。除了阿莫多瓦，溫圖拉·龐斯和埃洛伊·德拉·伊格萊西亞是兩位較常在電影作品中加入同志劇情的導演。2004年9月，著名電影導演、編劇亞歷桑德羅·阿曼巴也公開出櫃。
女同性戀的電影作品不多，較為知名的作品有喜劇片《媽媽愛女人》等。